# Rhian Wilkinson
Rhian Emilie Wilkinson (Pointe-Claire, 12 de maio de 1982) é uma futebolista canadense que atua como defensora, medalhista olímpica.

## Carreira
Rhian Wilkinson fez parte do elenco medalha de bronze em Londres 2012.